# Мамцвара
Мамцвара (груз. მამწვარა) — село в Грузії.
За даними перепису населення 2014 року в селі проживає 543 особи.